# Coppa panamericana maschile di pallavolo 2006
La I Coppa panamericana maschile di pallavolo si svolse a Tijuana e Mexicali, in Messico, dal 5 all'11 giugno 2006. Al torneo parteciparono 7 squadre nazionali nordamericane e la vittoria finale andò per la prima volta agli Stati Uniti, i quali si qualificarono di diritto alla Coppa America 2007, insieme alla Repubblica Dominicana e al Canada, rispettivamente seconda e terza classificata.

## Squadre partecipanti
- Canada
- Cuba
- Messico
- Panama
- Rep. Dominicana
- Stati Uniti
- Trinidad e Tobago

## Gironi
| Gruppo A                                         | Gruppo B                |
| ------------------------------------------------ | ----------------------- |
| Canada Messico Rep. Dominicana Trinidad e Tobago | Cuba Panama Stati Uniti |

## Fase finale - Mexicali

### Finali 1º e 3º posto
|  | Quarti          | Quarti          |             |         | Semifinali         | Semifinali         |  |  | Finale 1º/2º posto | Finale 1º/2º posto |
|  |                 |                 |             |         |                    |                    |  |  |                    |                    |
|  |                 |                 |             |         |                    |                    |  |  |                    |                    |
|  |                 |                 |             |         |                    |                    |  |  |                    |                    |
|  | Canada          | 3               |             |         |                    |                    |  |  |                    |                    |
|  | Canada          | 3               |             |         |                    |                    |  |  |                    |                    |
|  | Panama          | 0               |             |         |                    |                    |  |  |                    |                    |
|  | Panama          | 0               | Stati Uniti | 3       |                    |                    |  |  |                    |                    |
|  |                 |                 | Stati Uniti | 3       |                    |                    |  |  |                    |                    |
|  |                 | Canada          | 0           |         |                    |                    |  |  |                    |                    |
|  | -               | Canada          | 0           | -       |                    |                    |  |  |                    |                    |
|  | -               |                 |             | -       |                    |                    |  |  |                    |                    |
|  | -               | -               |             |         |                    |                    |  |  |                    |                    |
|  | -               | -               | Stati Uniti | 3       |                    |                    |  |  |                    |                    |
|  |                 |                 | Stati Uniti | 3       |                    |                    |  |  |                    |                    |
|  |                 | Rep. Dominicana | 1           |         |                    |                    |  |  |                    |                    |
|  | Cuba            | Rep. Dominicana | 1           | 1       |                    |                    |  |  |                    |                    |
|  | Cuba            |                 |             | 1       |                    |                    |  |  |                    |                    |
|  | Rep. Dominicana | 3               |             |         |                    |                    |  |  |                    |                    |
|  | Rep. Dominicana | 3               | Messico     | 0       | Finale 3º/4º posto | Finale 3º/4º posto |  |  |                    |                    |
|  |                 |                 | Messico     | 0       | Finale 3º/4º posto | Finale 3º/4º posto |  |  |                    |                    |
|  |                 | Rep. Dominicana | 3           |         |                    |                    |  |  |                    |                    |
|  | -               | Rep. Dominicana | 3           | -       | Canada             | 3                  |  |  |                    |                    |
|  | -               |                 |             | -       | Canada             | 3                  |  |  |                    |                    |
|  | -               | -               |             | Messico | 0                  |                    |  |  |                    |                    |
|  | -               | -               |             |         | 0                  |                    |  |  |                    |                    |
|  |                 |                 |             |         |                    |                    |  |  |                    |                    |
|  |                 |                 |             |         |                    |                    |  |  |                    |                    |

## Classifica finale
| Classifica | Squadre           | Qualificazione     |
| ---------- | ----------------- | ------------------ |
|            | Stati Uniti       | Coppa America 2007 |
|            | Rep. Dominicana   | Coppa America 2007 |
|            | Canada            | Coppa America 2007 |
| 4          | Messico           |                    |
| 5          | Cuba              |                    |
| 6          | Trinidad e Tobago |                    |
| 7          | Panama            |                    |